# Parque do Ingá (bairro)
Parque do Ingá é um bairro de Teresópolis, cidade localizada no interior do estado do Rio de Janeiro.

## Demografia
De acordo com o Instituto Brasileiro de Geografia e Estatística (IBGE), sua população no ano de 2010 era de 454 habitantes, sendo 229 mulheres (50.4%) e 225 homens (49.6%), possuindo um total de 278 domicílios.